# Пічкур-білопер донський
Пічкур-білопер донський (Romanogobio tanaiticus) — вид риби родини пічкурові (Gobionidae). Прісноводний вид, поширений виключно у басейні Дону (в Україні — у Донці), сягає довжини до 10,7 см.